# Língua tunica
A língua Tunica (ou Tonica, ou ainda Yuron)É uma língua isolada que foi falado no setor central e baixo do rio Mississippi nos Estados Unidos pelo povo nativo norte-americano Tunica. Não há falantes nativos da linguagem Tunica, mas desde 2017, há 32 pessoas que a falam como segundo idioma.

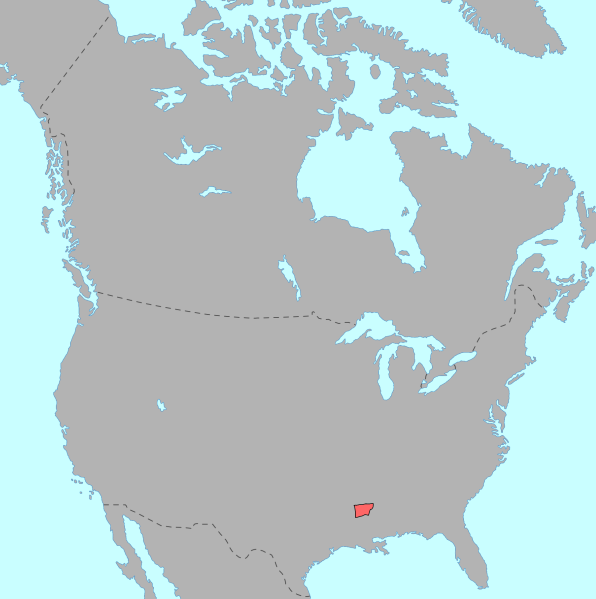
Área dos Tunica antes dos europeus

O último conhecido falante nativo, Sesostrie Youchigant, morreu em 1948. A linguista Mary Haas trabalhou com esse homem para descrever o que outro falante, Youchigsnt, lembrava da linguagem e a descrição foi publicada em  A Grammar of the Tunica Language  Em 1941. Isso foi seguido por outras obras de Haas, 'Tunica Texts' 'em 1950 e' 'Tunica Dictionary' 'em 1953.
No século XVII, pessoas Tunica sofreram uma alta taxa de mortes por doenças infecciosas eurasianas, guerras e perturbações sociais. A tribo Tunica viveu perto das tribos Mosopelea, Ofo e Avoyel, na atual Louisiana. Eles comunicavam pelo pidgin Mobilian Jargon ou Francês. A pequena população e o uso de um jargão fez com que Haas observasse que a eventual deterioração da linguagem Tunica era inevitável.

## Revitalização
Em 2010, a tribo Tunica-Biloxi iniciou o Projeto Língua Tunica em parceria com o Programa de Lingüística da Universidade Tulane num esforço contínuo para revitalizar a língua Tunica.  Os membros tribais lêem de um novo livro para crianças em Tunica num “pow wow” de 2010. Apenas cerca de metade dos membros tribais vivem dentro das 75 milhas quadradas na reserva na Paróquia de Avoyelles, Louisiana. A partie de 2014, o Programa de Revitalização de Linguagem e Cultura Tunica-Biloxi planeja usar o ensino a distância e as mídias sociais.[ligação inativa]

### Prosódia
Tunica tem sílabas tônicas e não tônicas, e as sílabas tônicas podem ter um tom mais alto do que outras sílabas, dependendo da posição da sílaba numa frase. A primeira sílaba tônica de uma frase geralmente é falada com um tom ligeiramente mais alto do que as seguintes sílabas são. A exceção é a última sílaba quando a tonalidade alta ou um queda é usada ou a última sílaba durante o uso da tonalidadr baixa ou ascendente. A tonalidade final da frase, em seguida, determina grande parte da tonicidade no resto da frase.
Quando há uso da melodia alta, a última sílaba é aproximadamente um menor tom maior que a segunda última sílaba. A primeira sílaba com tonicidade geralmente é maior do que as seguintes sílabas, exceto no caso da último. Todas as outras sílabas não podem ser faladas com nenhum tipo de afinação, e o mesmo acontece com outras sílabas não tônicas. Por exemplo,  ta'čiyak ʔura'pʔikʔahčá  "Você vai matar o esquilo" mostra o tom.  Ta'-  é o segundo maior em tom do que as demais sílabas que o seguem, exceto  -ča , que é um terceiro maior do que qualquer sílaba que vem além dele  ta'- .
A melodia que cai faz com que a última sílaba comece como o terceiro menor do que a segunda sílaba: ela desce rapidamente:  ʔa'hkiš ma'rʔikî  "Volte!"
A baixa tonicidade que ocorre como na última sílaba é menor do que a última sílaba forte, que é um pouco maior do que as sílabas que ela imediatamente segue. Todas as sílabas não tônicas entre a última sílaba tónica e a última sílaba assumem a mesma tonicidade da última. A menos que seja também a última sílaba forte, a primeira sílaba tensa é maior do que qualquer sílaba seguinte, exceto a última sílaba forte: "ʔu'riš ma'rʔuwa'nì". Ele voltou para casa, eles dizem. "
Quando ocorre uma tonalidade ascendente, a última sílaba começa mais baixa do que a última sílaba tensa e sube rapidamente em cerca de uma terceira menor. Em outra parte da frase, o tom é como uma melodia baixa:  lɔ'ta wiwa'nǎn  "Você quer correr?"
A melodia que cai é uma queda rápida em uma quarta, seguida de um aumento rápido por uma terceira menor. No entanto, apenas uma palavra o usa:  hőn  "Sim".

### Processos fonológicos
Toda sílaba em Tunica começa com uma única consoante. Às vezes, consoantes duplas ou triplas podem ocorrer no meio de palavras ou frases, mas não há mais do que duas consoantes seguidas ao final de uma frase. O grupo fonético menor em Tunica é uma frase, mas uma palavra e uma frase podem ser diferenciadas por certos processos. Aqueles que afetam os elementos gramaticais que se fundem para formar palavras são contrações vocálicas, assimilação vocálica, síncope vocal-fonética, síncope de consoante (Haplologia), e padrões de tonicidade. Aqueles que afetam palavras que se combinam em frases são apócopes vocálicas, apócope consonânticos, amalgamação e perdas de tonicidade. Mais informações específicas e exemplos básicos estão detalhados abaixo:
- / a / assimila após / i / or / e /> / ɛ /, e / a / se equipara depois / o / ou / u /> / ɔ /:  mi'lʔɛhɛ  "não vermelho" < Mi'li  "vermelho" +  -ʔaha  "não".
- Quando a primeira vogal de  aha  ou  ehe  se contrai ou se equipara com a vogal precedente, a segunda vogal assume a mesma qualidade que a primeira:  ka'šʔɛhɛ  "não é verdade" <' 'Ka'ši' '"true" +' '-ʔaha' '"não".
- Ao combinar elementos gramaticais em palavras, uma vogal precedente / ʔ / é sincopada (perdida) a menos que no final de uma raiz ou prefixo monossilábico:  la'pʔɔhɔ  "não é bom" < la'pu  " Bom "+  -ʔaha " não ".
- / h / entre uma continuante e uma oclusiva tênue cairá na síncope consoante; / K / entre / h / e uma oclusiva tênue é descartada; / hk / antes que uma continuante, além de / h /, seja descartado; / Š / antes de outro / š / faz com que um deles caia; O prefixo  ta'-  torna-se  t  antes de raízes começando com / ʔ /, e / ʔ / seja sincopada.
- Haplologia ocorre quando a última sílaba do substantivo raiz precedente toma um / k /, seguido de uma vogal: a última sílaba cai se a segunda parte substantiva começar com / k /:  ha'hkiri  "farinha de milho" <' 'Ha'hka'  milho '+' 'ki'ri' '"terra".
- Todos os raizes têm uma tonicidade intrínseca e alguns afixos têm tonicidade intrínseca na primeira sílaba. Na combinação de elementos para formar palavras e frases, as tonicidades são mantidas, se possível, mas duas sílabas tônicas não ocorrem consecutivamente, o que causa a necessidade de determinadas acomodações. Por exemplo, raizes dissilábicas monossilábicas ou sincopadas, seguidas de outro elemento com tonicidade intrínseca, fazem com que o último perca seu tonicidade. Além disso, uma raiz combinada com um prefixo monossilábico tônico, perde o tonicidade.
- O apocope vocálico ocorre antes de outra palavra começando com / ʔ / se a palavra anterior não tiver uma segunda sílaba forçada:  tu'wak (u) ʔu'wakɔ'ni  "a coruja piou" ou, se palavra seguinte não contém uma primeira sílaba suavizada:  ʔu (i) ʔonɛni  "ele era uma pessoa".
- Quando uma palavra é apocopada vocalicamente, com o som perdido no final da palavra e termina em um grupo de consoantes de um contínuo mais uma oclusiva tênue, ela passa por apocope consoante e, assim, a parte final da palavra é perdida. Uma oclusiva tênue entre / h / e uma outra oclusiva tênue é descartada. Uma oclusiva tênue após qualquer continuamte exceto / h / é descartada. Um grupo de consoantes seguido de / h / e por uma oclusiva tênue é descartado se um seguida por continuante.
- Amalgamas ocorrem quando as palavras começam com / h / e o perdem depois de uma palavra que é apocopada vocalicamente:  ta'hala'yiht  "no chão" < ta'hal (i)  "o chão" +  (H) a'yihta .
- Se uma palavra irregularmente apocopada com uma última sílaba tônica está colocada antes de uma palavra com tonicidade na primeira sílaba, a primeira palavra perde seu tonicidade. Se a segunda palavra não tem tonicidade na primeira sílaba, a primeira palavra mantém a sílaba tónica.

## Morfologia[7]

### Inflecção
Os substantivos podem ser divididos em categorias de indeterminantes e determinantes. Os substantivos indeterminativos têm uma raiz da palavra sem nenhum afixo e os substantivos determinantes são distinguidos pelo prefixo articular ou pelo prefixo pronominal. Os substantivos substanciais determinantes são definitivos, não definitivos ou locativos, que podem ser distinguidos por diferentes prefixos ou sufixos.
O prefixo articular é semelhante ao artigo definido do português e aparece como  ta'-  antes que todas as raízes que não comecem com / ʔ / ou / t /. O prefixo aparece como  t  antes das raízes que começam com / ʔ /, sendo omitido por haplologia antes das raízes que começam com / t /:  te'tiha'yihta  "na estrada";  Te'ti  "a estrada" < te'ti  "estrada"
Todos os substantivos próprios, a menos que suas raízes comecem com / t /, devem começar com o prefixo articular. Por exemplo,  ta'wišmi'li  "Red River" é  ta'-  +  wi'š (i) mi'li  "água vermelha".
Os prefixos pronominais significam posse quando são anexados a um substantivo e impedem a necessidade de prefixos articulares com a mesma raiz. Algumas raízes, chamadas de nominais inalienáveis possessivas, não podem ser usadas sem um prefixo pronominal. Esses incluem aqueles de parentesco, partes do corpo e  outros termos diversos. Os termos de parentesco são aqueles como  -e'si   pai  ou  '-gači' '"mãe". Os termos da parte do corpo são aqueles como  -e'sini  'cabeça' ou  -e'neri  "chifres". Finalmente, termos diversos podem ser substantivos como  -e'htiwa'hkuni  'cobertura para genitais' ou  -e'tisa  "nome".
Os sufixos de número e de gênero podem ser usados apenas no caso defindo da categoria determinante, portanto, sempre que um é usado, também deve haver um prefixo determinante ligado à raiz. Abaixo uma tabela mostrando os sufixos de número de gênero:
|           | Singular      | Dual    | Dual e Plural  | Plural       |
| --------- | ------------- | ------- | -------------- | ------------ |
| Masculino | -ku, -ku'hu   | ʔu'nima |                | -sɛ'ma, -sɛm |
| Feminino  | -hči, -hči'hi |         | -si'nima, -sin |              |

## Syntaxe[7]

### Partes da frase
As possíveis classes de palavras que se encontram em Tunica incluem pronomes pessoais independentes, substantivos, pronomes indefinidos interrogativos, quantificadores, postposições, adjetivos, comparativos, advérbios, verbos auxiliares, verbos ativos, verbos estáticos, sentenças conectivas e exclamações e imitativos. Os elementos sintáticos de uma frase são constituídos por palavras, frases ou cláusulas que atuam como uma das seguintes funções: palavras predicativas, sujeitos independentes, objetos independentes, modificadores de sujeito ou objeto, modificadores de predicados, complementos de predicados ou conectivos da frase. Os elementos sintáticos podem ser transformados em cláusulas principais ou subordinadas, e as cláusulas subordinadas podem ser dependentes, complementares, relativas ou adverbiais.
Existem três tipos de frases que a linguagem Tunica produz: simples, compostas e complexas. Frases simples devem conter apenas uma palavra predicativa. Frases compostas têm duas ou mais cláusulas principais. Frases complexas têm uma cláusula principal e um ou mais dos diferentes tipos de cláusulas subordinadas mencionadas acima.
As seguintes são breves descrições de possíveis elementos sintáticos de uma cláusula:
- A palavra predicativa  pode ser um pronome pessoal independente, um substantivo, um pronome interrogativo-indefinido, um quantificador, um adjetivo ou um verbo.
- O sujeito independente  pode ser um pronome pessoal independente, um substantivo, um pronome interrogative-indefinido ou um quantificative.
- O objeto independente  pode ser um pronome pessoal independente, um substantivo, um pronome interrogativo-indefinido ou um quantificative.
- O sujeito ou modificadores de objeto  podem ser quantificativos ou cláusulas relativas.
- O modificador do predicado

Podem ser palavras quando usadas como adjetivos, comparativos, advérbios e locativos e podem ser frases e cláusulas quando é adverbial.
- O complemento de predicado  pode ser palavras ou cláusulas.
- A frase conectiva  faz uma relação conjuntiva ou contrastiva básica entre uma frase e a anterior.

Existem outras construções especiais que também ocorrem em determinados ambientes específicos. Por exemplo, os quantificativos e os substantivos podem ser adotados a outros substantivos que sujeitos ou objetos independentes:  ʔuhkʔo'nisɛ'mǎn, ho't ʔaku'hpanʔuhkɛ'nì  "Ele reuniu todo o seu povo, é triste "Ele reuniu, diz-se, seu povo, tudo". Além disso, um nexo possessivo pode servir nas mesmas funções sintáticas que um substantivo pode. Por exemplo,  ta'čɔhak ʔu'rǐhč, hi'yuhɔ'nì  "A casa do chefe foi (feita de) grama" ( ta'čɔhaku  "o chefe", substantivo do possuidor, +  ʔu 'Rihči' '"sua casa", substantivo possivelmente possuído, a combinação servindo como sujeito independente).
Às vezes, os sufixos de número e de gênero são colocados num mesmo verbo flexionado para convertê-lo em uma frase relativa. Pode ser que um substantivo tenha o sufixo apropriado, e o verbo da frase, então, leva o mesmo. Outras vezes, apenas o verbo toma o sufixo. Exemplos do uso dos sufixos de número de gênero são os seguintes:
- Ta'čɔhǎku , "o chefe" < ta'-  +  čɔ'hǎ  +  -ku
- Ti'sasi'nimǎn , 'seus cachorros' < tihk  +  sa  '+' '-si'nima' '
- To'nišisɛ'mǎn , "os homens" < ta'-  +  ʔo'niši  +  sɛ'ma

Finalmente, existem três possíveis sufíxos locativos para levar substantivos oo caso locativo. Os substantivos também terão um prefixo determinante em anexo. Os sufixos de número de gênero e os sufixos locativos são mutuamente exclusivos, mas um substantivo locativo pode ter número. Além disso, os sufixos locativos podem ter raízes e convertê-los em advérbios e posposições.  -ši  é o sufixo locativo mais utilizado, e seu significado é comparável ao português "em" ou "em cimar", mas em Tunica, é usado como "em direção a". Isso pode ser visto na frase "Ele ficou em casa", que se divide em  ʔu'riš ʔunanì  <"em sua casa" 'ʔu'riš (i)' '<' 'ʔuhk-' '+  Ri  'casa' +  ši .  -štihki  "para, na direção de" é o segundo sufixo.
Geralmente, é usado com os nomes das direções:  ta'sapʔaraštihk  "para o oeste" < ta-  +  sa'pʔara  "oeste" +  -štihki . O sufixo locativo final é  -hat  "sobre, na direção". Normalmente é usado apenas com  ta'hali  "o chão". Pode ser visto na frase "Ele cuspiu no chão" como  ta'haltǎn, ču'hʔuhkɛ'nì ;  Ta'halta  < ta'-  +  ha'l (i)  "terra, terra" +  -hat .

### Ordem sintática
Existem certas regras que são observadas para formar frases na ordem correta:
- Quando uma cláusula conectiva está numa frase, ela precede os outros elementos nessa frase.
- A palavra predicativa de qualquer tipo de cláusula está no final da mesma; .
- Um sujeito independente está antes de todos os outros elementos sintáticos, exceto a frase conectiva.
- Um objeto independente está imediatamente antes da palavra predicativa.
- Um adjetivo é imediatamente após o substantivo que modifica a cláusula.
- Um comparativo está imediatamente após a palavra que modifica a cláusula.
- Uma posposição está sempre imediatamente após um substantivo.
- Os modificadores de predicação que descrevem a localização espacial são imediatamente anteriores ou posteriores ao verbo que eles modificam.
- Os modificadores de predicados não locativos têm ordem livre.
- Um predicado de está imediatamente antes da palavra predicativa que complementa.

Há também certas regras na ordem das cláusulas:
- Cláusulas principais estão sempre estão sempre no final de uma frase, exceto se a  cláusula é complementar e complementa ou modifica a palavra predicativa da cláusula principal principal.
- As cláusulas dependentes são anteriores à  principal.
- Cláusulas s complementares assumem a forma de uma cláusulas dentro de uma cláusulas e a  maior cláusulas é uma  principal ou dependente.
- As cláusulas relativas estão após o substantivo que eles modificam.
- As cláusulas adverbiais podem ser diretamente antes ou depois do verbo que eles modificam.

### Classes de substantivos
O substantivo pode pertencer a uma das seguintes classes de gênero: masculino singular, feminino singular, masculino dual, feminino dual, plural masculino ou plural feminino. Existem regras para ajudar a determinar a classificação dos substantivos:
- Os substantivos que se referem a objetos / pessoas humanas masculinas ou não humanas em qualquer número são masculinos em gênero, e aqueles que se referem a objetos / pessoas femininas humanas ou não humanas em qualquer número são femininos em gênero.
- Os substantivos que se referem especificamente a seres animados masculinos e femininos em qualquer número são masculinos.
- Os substantivos que se referem a seres animados masculinos e femininos não humanos são masculinos quando em número duplo mas feminino em números coletivos e plurais.
- Os substantivos que se referem humanas de sexo desconhecido sempre parecem assumir o gênero masculino.

Os substantivos em Tunica também são classificados de acordo com a posição que eles tomam. Existem três posições disponíveis e que englobam todos os substantivos da linguagem Tunica: horizontal, agachamento e vertical. Os seres humanos e os não-humanos de quatro patas podem tomar qualquer uma das posições, mas seres animados não humaoas alongados (como peixes ou cobras) sempre ocupam a posição horizontal. Pequenos animes não-humanos, como rãs e pássaros, sempre levam a agachamento.
Os inanimados são sempre horizontais ou verticais: os substantivos abstratos são sempre horizontais, e os objetos inanimados que ocupam uma posição ereta, como árvores, são verticais.

### Pré-verbos e pós-fixos
As preverbências são freqüentemente usadas com palavras predicativos do verbo ativo:
- Te-  "sobre, tudo sobre"
- Ki-  "dentro, em"
- Ho-  "fora, fora de"
- Ha-  "para cima, para baixo"

Existem muitos pós-fixos que expressam diferentes significados como certos tempos e também negação. Às vezes, mais de um pós-fixo pode ser anexado a uma palavra, e cada pós-fixo tem suas próprias regras de governo.
- -man  "e" coordena as cláusulas
- -ʔama  "e, juntamente com", coordena os substantivos
- -škan  "embora, mas"
- -hč  "quando, depois, como, enquanto"
- -hčika'ši : semelhante ao portugês "então ... isso", mas pode ser mais como "porque então ..."
- -a'ni : quotativo
- -n : interrogativo, imperativo ou exortivo
- -ki : imperativo
- -hčan : imperativo, mas com mais força; Semelhante ao "deve ..."
- -tan : imperativo
- -kʔahča : indica o futuro
- -kʔi : às vezes visto como  -ʔi ; Pode ser definido como "se"
- -pan  "mesmo que, embora, embora"
- -k : futuro subjuntivo
- -aha  "não"
- -kʔaha  "não", mas constrói negação habitual
- -ʔaha  "não", mas usado com formas não-inativas de verbos estáticos e também com pronomes pessoais independentes, substantivos e adjetivos quando são predicativos
- -pʔaha  "não, nenhum"
- -štukʔɔhɔ  "não pode"
- -hat  "partes de alguém part"
- -pa  também, também, mesmo "
- -nahku  "como, parecido com ..."
- -tahki  "apenas, nada além ..." também pode ser "... sozinho, por ... ... auto"
- -štahahki  "apenas ...", usado com números
- -tɛ'pan  "cada ...", usado com substantivos que implicam um período de tempo
- -ša  "... - ish; quase, não bastante, um pouco"
- -štʔɛ  "muito"
- -što'hku  "bastante, bastante, um pouco"
- -le'he  "certo, precisamente"

### Outras clases de palavras
Existem duas categorias possíveis de substantivos: o determinado e o indeterminado. A categoria determinada pode ser dividida em definitiva, não definitiva e locativa. Os substantivos indeterminados podem ser palavras predicativas, sujeitos de predicações, objetos de verbos ativos transitivos e trans-impessoais e de verbos estáticos e complementos de verbos ativos impessoais e trans-impessoais e de verbos estáticos.
Os pronomes pessoais são flexíveis dependendo da pessoa, número e gênero, mas eles não possuem formas especiais que indicam se eles se enquadram nas categorias determinantes ou indeterminadas. Eles substituem os substantivos, e eles podem ser usados como substantivos, exceto no caso locativo.
Os pronomes interrogativos e indefinidos são "ka'ku", "quem, alguém, qualquer um" e "ka'nahku", "o que, algo, qualquer coisa". Eles podem substituir substantivos quando não ocorrem no caso locativo. Além disso,  ka'nahku  não aparece como um sujeito independente.
Os quantificativos incluem números e outros como  ho'tu  "tudo, tudo", "na'mu" "muitos, muito", "ka'šku", alguns, um pouco, "" Ka'škuto'hku  "vários, alguns," e "               Eles podem ser usados como cláusulas mínimas, substitutos de substantivos, modificadores de substantivos e modificadores de verbos ativos.
Pós-posições são usadas para modificar locativos e predicados.
Os adjetivos podem ser usados como palavras de predicado, como modificadores de substantivos usados como palavras predicativas ou como modificadores do pronome interrogative-indefinido  ka'nahku .
Os comparativos podem ser usados como modificadores de adjetivos, verbos estáticos, advérbios, substantivos ou quantificativos  na'mu .
Os advérbios podem ser usados para modificar verbos auxiliares e ativos.
Os verbos auxiliares estão sempre em uma posição de palavra predicativa. Os verbos ativos são finitos ou infinitivos na forma. Os verbos finitos recebem referências pronominais subjetivas e são palavras predicativas. Infinitos são tomados como complementos de predicados. Às vezes, eles são inflexos para um referencial objetivo. Os verbos estáticos são sempre flexíveis para um referencial objetivo e são sempre palavras predicativas.
Os conectivos de sentença conectam ou contrastam duas frases ou às vezes duas palavras.
Exclamações e imitativos sempre aparecem como cláusulas mínimas. Os exclamativos mais predominantes são "hõn", "sim",  ʔah  'não' 'e' 'dâ'  agora, pronto.

## Fonologia[7]

### Vogais
Tunica tem sete vogais, as quais geralmente são curtas, mas podem ser alongadas em numa sílaba tônica, todas são expressas completamente, exceto se a letra / u / for no final de uma frase em palavra com tonicidade na segunda sílaba, quando não é marcada após a / k / ou / hk /. As vogais são emparelhadas com uma certa melodia (tons) na última ou ocasionalmente segunda sílaba de uma palavra. As tonalidades são elevadas, baixas, subindo, caindo e caindo para subir depois.
| Não arredondada | Não arredondada | Arredondada | Arredondada |
|                 | Frontal         | Mèdia       | Posterior   |
| --------------- | --------------- | ----------- | ----------- |
| Alta-Fechada    | i               |             | u           |
| Meio Fechada    | e               |             | o           |
|                 | ɛ               |             | ɔ           |
| Baixa           |                 | a           |             |

Vogais podem aparecer apenas seguindo ou precedendo consoantes, nunca adjacentes uma à outra. Além disso, / i /, / a /, e / u / podem aparecer em qualquer posição, mas as outraa aparecem apenas em sílabas com acentuadas (foertes). As vogais normalmente não ocorrem no final de uma frase, e quando qualquer vogal precede n na mesma sílaba, torna-se nasaliada]].

### Consoantes
O estilo de transcrição (representado em símbolos em negrito abaixo) baseia-se no trabalho de Mary Haas,  Tunica Language . The IPA symbols are in brackets next to each consonant.
|             |             | Labial | Alveolar | Palatal | Velar | Glotal |
| ----------- | ----------- | ------ | -------- | ------- | ----- | ------ |
| Oclusiva    | Tênue       | p [p]  | t [t̻]    | č [t͡ʃ]  | k [k] | ʔ [ʔ]  |
| Oclusiva    | Sonora      | b [b]  | d [d]    |         | g [ɡ] |        |
| Fricativa   | Fricativa   | f [f]  | s [s]    | š [ʃ]   |       | h [h]  |
| Nasal       | Nasal       | m [m]  | n [n]    |         |       |        |
| Vibrante    | Vibrante    |        | r [r]    |         |       |        |
| Aproximante | Aproximante | w [w]  | l [l]    | y [j]   |       |        |

As consoantes / p /, / t /, / k / e / č / são sempre razoavelmente aspiradas a menos que ocorram antes de / ʔ /, quando estão completamente não aspiradas. Enquanto isso, / b /, / d /, e / g / não ocorrem com frequência, como é o caso com / f /. As fricativas / s / e / š / são pronunciadas com um silvo mais forte do que em português e / ʔ / é dita ter uma finalização muito forte. As semi-vogais / y / e / w / são sempre sonoras, como é  a nasal oclusiva / m /. Por outro lado, / n /, / l /, e / r / podem ser expressos ou também sere surdas. Os / l / e / r / são expressos entre vogais ou antes de / ʔ / ou em continuações. No entanto, eles não são sonoras sem consonantes sonoras, exceto / ʔ / ou no final de uma frase: ši'lka "melro-pretoši'hkal "pedra." Da mesma forma, / n / é expresso entre vogais ou antes / ʔ / e surdo no final de uma frase ou antes de consoantes sem voz, exceto / ʔ /.